# Sunndal
Sunndalⓘ ist eine Kommune im norwegischen Fylke Møre og Romsdal. Die Kommune hat 7193 Einwohner (Stand: 1. Januar 2025). Verwaltungssitz ist die Ortschaft Sunndalsøra.

## Geografie
Die Gemeinde liegt in der Region Nordmøre am Ende des Tingvollfjord, in diesem Abschnitt Sundalsfjord genannt, das sich von Nordwesten kommend in das Land einschneidet. Weiter im Norden liegen auch Teile des Ålvund- und des Stangvikfjords im Gemeindegebiet. Sunndal grenzt an Surnadal im Norden, Oppdal im Osten, Lesja im Süden, Molde im Westen sowie Tingvoll im Nordwesten. Die Grenze zu Oppdal stellt zugleich die Grenze zwischen den beiden Provinzen Møre og Romsdal und Trøndelag dar, die Grenze zu Lesja ist auch die zur Provinz Innlandet. Von Osten kommend durchfließt der Fluss Driva Richtung Nordwesten das Tal Sunndalen und mündet bei der Ortschaft Sunndalsøra in den Sunndalsfjord. Von Süden kommend fließt die Usma durch das Øksendal in den Fjord. Vom Ålvundfjord führt das Innerdalen weiter ins Landesinnere. Es wird zu den schönsten Tälern Norwegens gezählt.
Auf beiden Seiten des Sunndalfjords erreichen die Gebiete Höhen von über 1500 moh. Insgesamt liegen 65 % des Gemeindeareals auf einer Höhe von mindestens 900 moh. Die höchste Erhebung ist der Storskrymnten mit einer Höhe von 1985,3 moh. Dieser befindet sich an der Grenze zu Lesja und Oppdal im Südosten der Kommune und ist Teil des Dovrefjell-Sunndalsfjella-Nationalparks.

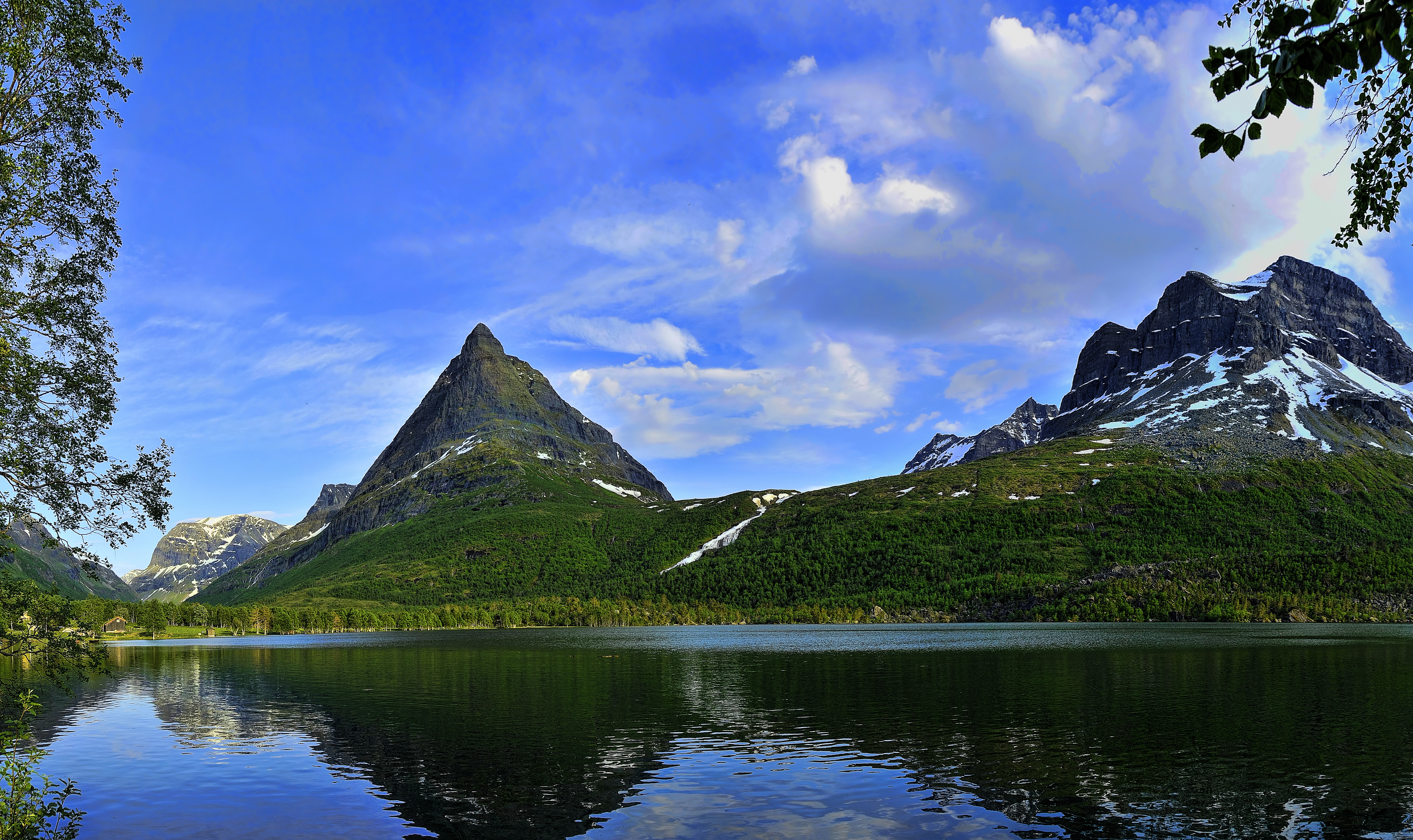
Innerdalstårnet im Norden Sunndals
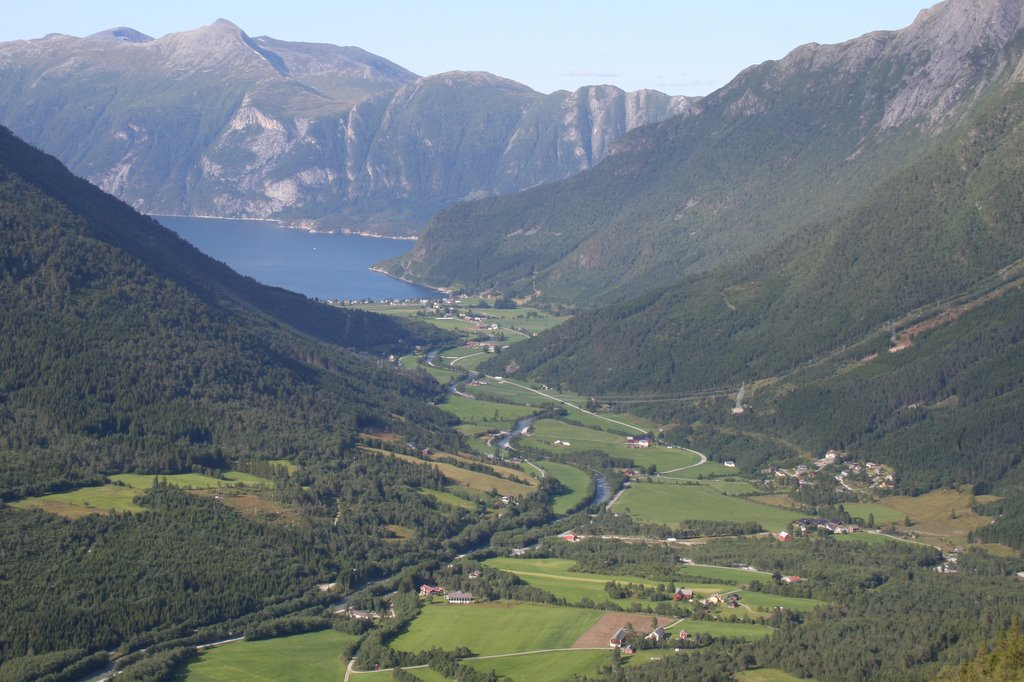
Øksendal mit Blick auf den Sunndalsfjord

## Einwohner
Zwischen 1946 und 1970 kam es zu mehr als einer Verdoppelung der Einwohnerzahl. Dieser Anstieg konnte vor allem auf die damalige Inbetriebnahme des Aluminiumwerks Årdal og Sunndals Verk zurückgeführt werden. Durch die Automatisierung und den damit einhergehenden Rückgang der Industriearbeitsplätze begann die Zahl in den 1970er-Jahren zu sinken. Die Bevölkerung verteilt sich vor allem auf das Sunndalen und das Øksendalen. Die höchste Bevölkerungsdichte liegt im niederen Abschnitt des Sunndalen vor. In der Gemeinde liegen mehrere sogenannte Tettsteder, also mehrere Ansiedlungen, die für statistische Zwecke als eine städtische Siedlung gewertet werden. Diese sind Grøa mit 377, Hoelsand mit 324 und Sunndalsøra direkt am Ufer des Fjords mit 4207 Einwohnern (Stand: 1. Januar 2024).
Die Einwohner der Gemeinde werden Sunndaling genannt. Sunndal hat wie einige weitere Kommunen der Provinz Møre og Romsdal weder Nynorsk noch Bokmål als offizielle Sprachform, sondern ist in dieser Frage neutral.
| Jahr          | 1986 | 1990 | 1995 | 2000 | 2005 | 2010 | 2015 | 2020 | 2025 |
| ------------- | ---- | ---- | ---- | ---- | ---- | ---- | ---- | ---- | ---- |
| Einwohnerzahl | 7498 | 7553 | 7513 | 7368 | 7370 | 7289 | 7155 | 7036 | 7193 |

## Geschichte

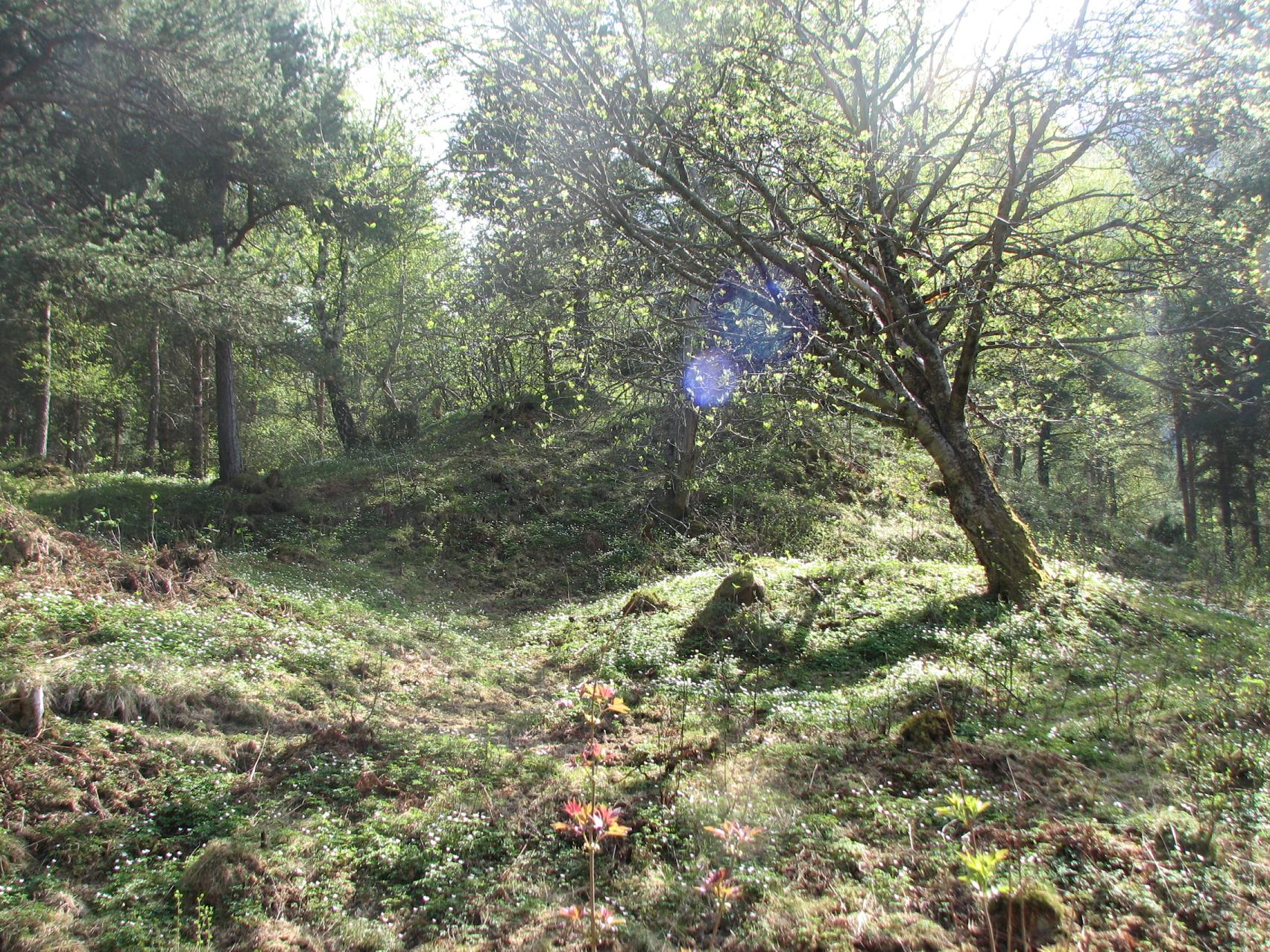
Gräberfeld von Løykja

Das bei Grøa im Sunndal gelegene eisenzeitliche Gräberfeld von Løykja ist mit mehr als 200 unterschiedlichen Denkmälern eines der größten in Norwegen.
Die Gemeinde Sunndal entstand nach der Einführung der kommunalen Selbstverwaltung im Jahr 1837. 1854 wurde die Gemeinde Øksendal mit damals 1291 Einwohnern abgetrennt, Sunndal verblieb mit 2188 Bewohnern. Von Øksendal wurde im Jahr 1899 die Gemeinde Ålvundeid abgespalten. Zum 1. Januar 1960 wurden Øksendal, Sunndal und Ålvundeid erneut zur neuen Kommune Sunndal zusammengelegt. Ein Teil der damaligen Gemeinde Stangvik mit damals 508 Einwohnern wurde 1965 an Sunndal überführt.

## Wirtschaft und Infrastruktur

### Verkehr
Durch das Sunndalen führt parallel zur Driva der Riksvei 70 von der Nachbargemeinde Oppdal nach Sunndalsøra. Die Straße stellt damit auch die Verbindung zur durch Oppdal verlaufenden Bahnlinie Dovrebanen her. Durch den Øksendalstunnel führt der Fylkesvei 62 nach Molde.

### Wirtschaft
Wichtigster Wirtschaftssektor für Sunndal ist die Industrie, wobei der zu Norsk Hydro gehörende Aluminiumproduzent Hydro Aluminium Sunndal viele der Industriearbeitsplätze bietet. Die dort hergestellten Produkte werden zum Teil am Hafen in Sunndalsøra verschifft. Außerhalb von Sunndalsøra ist vor allem die Landwirtschaft von Bedeutung, wobei zumeist auf Tierhaltung gesetzt wird. Im Fluss Driva werden zudem Lachse und Meerforellen gefangen. Viele der Gewässer sind mit Wasserkraftwerken versehen worden und Sunndal hatte somit im Jahr 2016 die höchste Stromproduktion in Møre og Romsdal. Von größerer Bedeutung ist zudem der Tourismus, der auf den Wander- und Klettermöglichkeiten in den Tälern und Bergen der Gemeinde aufbaut. Im Jahr 2019 arbeiteten von 3403 Arbeitstätigen 2972 in Sunndal selbst, nur wenige pendelten in die umliegenden Gemeinden wie Molde oder Surnadal.

## Name und Wappen
Das seit 1983 offizielle Wappen der Kommune zeigt silbernes Wermutkraut auf grünem Hintergrund. Die Pflanze ist in der Gemeinde stärker verbreitet. Sunndal wurde bereits im Jahr 1329 erwähnt. Der Name setzt sich aus den beiden Bestandteilen „Sunn“ und „-dal“ (deutsch: Tal) zusammen, erster leitet sich von „Süden“ ab. Der Name entstand dadurch, dass das Sunndalen das südlichste Tal der Region Nordmøre ist.

## Persönlichkeiten
- Jonas Rein (1760–1821), Dichter und Eidsvoll-Abgeordneter
- Hagbard Berner (1839–1920), Politiker und Redakteur
- Nils Trædal (1879–1948), Geistlicher und Politiker
- Morten Ørsal Johansen (* 1964), Politiker
- Margit Walsø (* 1968), Schriftstellerin, Verlegerin und Kuratorin
- Ada Hegerberg (* 1995), Fußballspielerin